# Liste des crimes capitaux dans la Torah
Selon la Torah ou la Loi mosaïque, certaines infractions mériteraient la peine de mort.

## Coutumes religieuses
- Sacrifier à d'autres dieux que le Seigneur[1].
- Livrer sa progéniture à Molek[2].
- S'attacher à Baal-Péor[3].
- Un prophète disant qu'il faut suivre d'autres dieux que le Seigneur[4].
- Une personne servant d'autres dieux que le Seigneur[5].
- Un prophète dont la parole ne s'accomplit pas[6].
- Les nécromanciens, selon le texte massorétique ; en particulier ceux qui servent d'autres dieux (en Hébreu : Ba'al ob) et les voyants, ceux qui consultent les morts (en Hébreu : Yidde'oni)[7]. La Septante condamne plutôt la ventriloquie (en Grec : eggastrimuthos), ainsi que l'incantation (en Grec : epaoidos)[8].
- Selon le texte massorétique, les sorcières (en Hébreu : kashaph)[1]. Selon la Septante, les magiciens, pharmakeia[9].
- Blasphémer le nom du Seigneur[10].
- Travailler le jour du sabbat[11],[12],[13].
- Ne pas être un lévite et approcher le tabernacle[14],[15].

## Rapports sexuels
- Coucher avec une jeune fille vierge fiancée à un homme[16].
- Violer une jeune fille fiancée en pleine campagne[16].
- Commettre l'adultère avec une femme mariée[2].
- Marier une femme et sa mère[2].
- Certaines formes d'inceste, à savoir lorsqu'il implique la femme du père ou une belle-fille[2]. D'autres formes d'inceste reçoivent un moindre châtiment ; lorsqu'un homme prend pour épouse sa sœur, celui-ci est excommunié ; s'il couche avec la femme de son frère ou la femme de son oncle, il est simplement maudit ; et un rapport sexuel avec une tante est seulement critiqué[2].
- Certains rapports sexuels entre hommes (en Hébreu : zakhar) impliquant ce que le texte massorétique traduit littéralement par coucher (avec une) femme (en Hébreu : tishkav mishkvei ishah), et la Septante traduit par a commerce [verbe] avec un autre homme comme avec une femme (en Grec : koimethese koiten gynaikos) ; le genre de la cible du commandement est généralement compris comme étant l'homme[17],[2],[18],[8],[19].
- La zoophilie[1],[2]. L'homme et l'animal doivent mourir.
- La prostitution de la fille d'un prêtre[20].

## Homicide
- Le meurtre[21],[22],[10],[23].
- Si un bœuf a tué d'un coup de corne par le passé et que le propriétaire avait été averti du comportement de l'animal mais échoua à l'enfermer, et qu'il encorne et tue une autre personne, le propriétaire doit être mis à mort. Si la partie intéressée exige le paiement d'une rançon, la mise à mort n'est pas exigée. Le bœuf lui-même doit être lapidé lorsque le coup de corne est mortel[22].

## Discipline parentale
- Frapper un parent[22].
- Maudire un parent[2],[22].
- Un fils n'obéissant pas à ses parents[24],[25].

## Tribunaux
- Ne pas se conformer à la sentence de la cour[5].
- Un faux témoin à la peine de mort[26].

## Enlèvement
- L'enlèvement d'un fils d'Israël et le vendre comme esclave[22],[27].